# Сюльгама

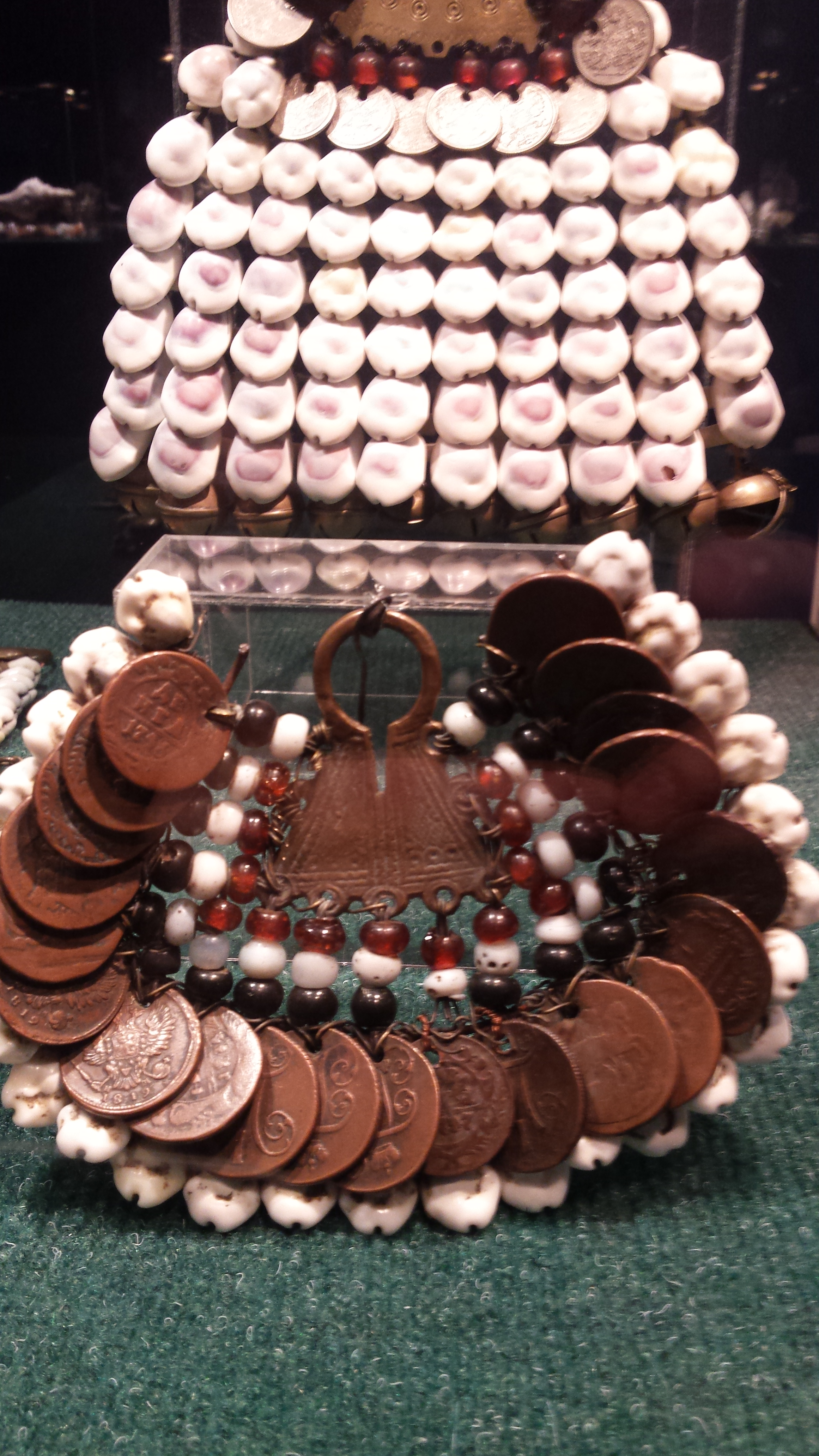
Мокшанская сюльгама

Сюльга́ма или Сюлга́ма (мокш. сюлгам, эрз. сюлгамо, чув. шӳлкеме, шулкеме, шӗлкеме, шелкеме, шеркеме, луговомар. почкама, горномар. ширкама) — застёжка-фибула с круглой или овальной дужкой и подвижной иглой. Представлена у многих народов. В частности, является декоративным центром нагрудных украшений у мордовских народов. Имеется также в составе марийских и чувашских украшений.
В III—V веках были простые кольцевидные сюльгамы с завёрнутыми в спираль концами.  орнаментирована насечками и точечными вдавлениями. В VI—X веках спирали удлинялись, образуя так называемые усы (длина их нередко превышала диаметр дужки в 2—3 раза).
В XI—XIII веках были распространены сюльгамы с отогнутыми и расплющенными концами, а также с тонкой проволочной обмоткой. С XIII—XIV веков свойственны узкие 3-гранные или плоские треугольные лопасти с нарезным орнаментом, XVI—XVIII века — лопастные, украшенные ложной зернью, небольшими колечками для подвесок. Сюльгамы со слившимися широкими лопастями и подвесками из монет, раковин каури, бус стали характерной деталью женского костюма мордвы-мокши. Мокшанки Зубово-Полянского района Мордовии украшали сюльгамы разноцветным бисером, чёрным и синим стеклярусом, серебряными и медными монетами, жетонами. У мокшан Белинского района Пензенской области бытовала крупная сюльгама (17—20 см) из медного треугольника с прикреплённым к нему куском толстой чёрной ткани, на который нашивали ряды раковин, а по нижнему краю — бубенчики. Мокшанки носили и маленькие кольцевые сюльгамы без подвесок: кирмиш (сёла Вертелим, Старая Теризморга), щюрхне (Волгапино, Старое Дракино, Кочетовка и Шадымо-Рыскино Инсарского района Мордовии), сюльгам (Анаево, Журавкино, Мордовские Поляны и др. сёла Зубово-Полянского района). Кольцевидные сюльгамы (гладкие и ложновитые) с завёрнутыми и расплющенными концами со стеклянными вставками характерны главным образом для мордвы-эрзи. К группе сюльгам эрзянского типа относится сустуг, или суркс-сюлгамо, теньгушевской эрзи и (с некоторыми различиями в деталях) терюшевской мордвы. Сюльгамы перестали носить с уходом из быта традиционного костюма: у эрзи — в начале, у мокши в 40—50-е годы XX века.

## Чувашское украшение
Шульгеме́ (чув. Шӳлкеме) — традиционное женское нагрудное украшение, характерное для верховых и средненизовых чуваш. Оно представляет собой подвеску в виде прямоугольной кожаной пластины, украшенной монетами (чув. нухрат), бисером (чув. ӗнчӗ) и раковинами каури (чув. хурткуҫҫи).

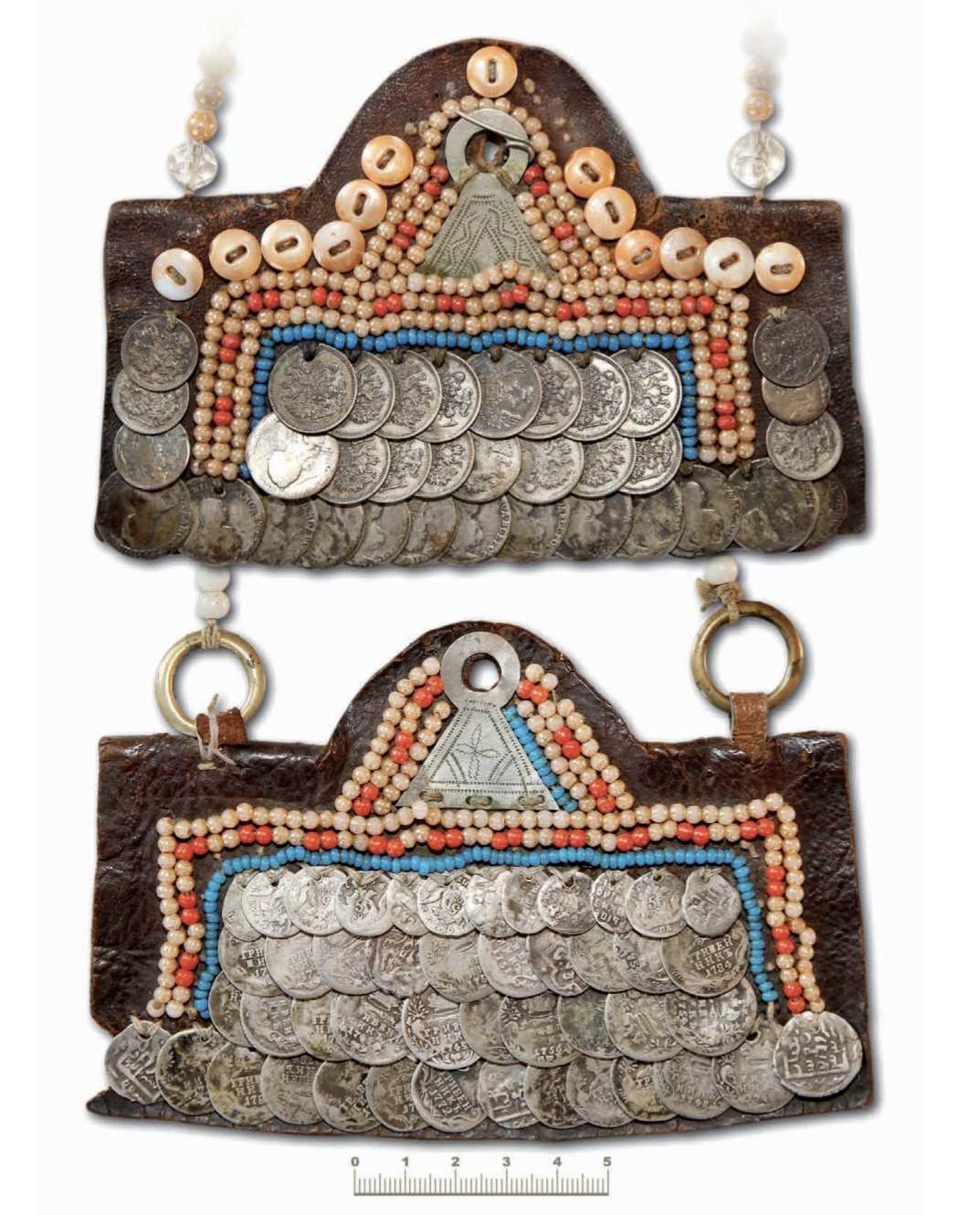
Женские нагрудные украшения ама (ама), XIX век. Вверху украшений находится вставка шульгеме.

### Описание
При изготовлении шульгеме использовался прямоугольный кусок кожи размером 20–35 см в длину и 14–16 см в ширину. Основными элементами декора являлись:
- Монеты — мелкие серебряные монеты (нухратки) нашивались в 7–9 рядов, покрывая бо́льшую часть пластины.
- Бисер — по краям в 4 ряда пришивался белый, красный, зелёный бисер, создавая орнамент за счёт чередования цветов.
- Раковины каури — в нижней части украшения крепился плотный ряд этих раковин.

По форме и размеру шульгеме схоже с женскими нагрудными подвесками сурба́н щакки́ (чув. сурпан ҫакки), но, в отличие от них, не имеет треугольной металлической пряжки-застёжки (чув. ҫеҫтенкӗ). 
Замужние женщины верховых чуваш часто сшивали шульгеме и сурбан щакки вместе, такое украшение называлось йӗкӗрлӗ шӳлкеме — «объединённое, соединённое шульгеме».

### История происхождения названия
Впервые описание нагрудных украшений северо-западных верховых чуваш представлено в статье С. Михайлова (Яндуша) «Чувашские свадьбы» (1852). Автор особо акцентирует внимание на шульгеме. В статье «Свадьбы горных черемис Казанской губернии» (1854) он также описывает аналогичные украшения у горных марийцев, обозначая их как шалькама, впоследствии известные как ширкама (у горных) и почкама (у луговых марийцев). 
С. Михайлов выдвинул гипотезу о происхождении термина «шульгеме» от слова «шиллинг», основываясь на наличии монет в украшении. Лингвист Н. И. Егоров развил эту версию, предполагая связь термина с русским словом «шелег» («неходячая монетка») и чувашским словом «ама, алма» («подвеска»). В то же время Н. И. Гаген-Торн придерживалась мнения, что изначально «шульгеме» обозначало брошь-заколку, аналогичную мокшанской «сюльгаме», что впоследствии и трансформировалось в нагрудное украшение.   
М. Р. Федотов с осторожностью допускал финно-угорское происхождение слова, тогда как Егоров утверждал, что марийцы заимствовали его у чуваш.     
Согласно некоторым авторитетным источникам, этимология данного слова восходит к финно-угорским языкам.
У татар встречаются схожие термины: шелгоме («шнурок с украшениями») и шалгама («поперечина забора»). Данные слова Р. Г. Ахметьянов связывает с уже известными марийскими и мордовскими словами.    
Происхождение чувашского шӗлкеме/шулкеме и татарских шелгоме/шалгама может быть объяснено через тюркскую модель словообразования, где основой служит имитатив (звукоподражательное слово), к которому добавляется аффикс —ма:
В чувашском языке существует слово шӗлтӗр — «звук, возникающий при соприкосновении монет». При добавлении аффикса —ме образуется шӗлтӗрме — «то, что звенит». Упрощение шӗлтӗрме > шӗлкеме связано с выпадением звука Р из-за трудности произношения сочетания РМ. Промежуточная форма «шельдема» зафиксирована в речи русских жителей Курмышского уезда Симбирской губернии.
Аналогичная модель прослеживается в татарском: шалтыр — «звонкий, вибрирующий звук от удара металла»; шалтыр + ма = шалтырма — но с несколько иной семантикой (например, деталь упряжи или украшение).

### Интересный факт
В 1976 году на раскопках Мартыновского могильника был обнаружен фрагмент украшения ама с нерасшифрованными руническими надписями.

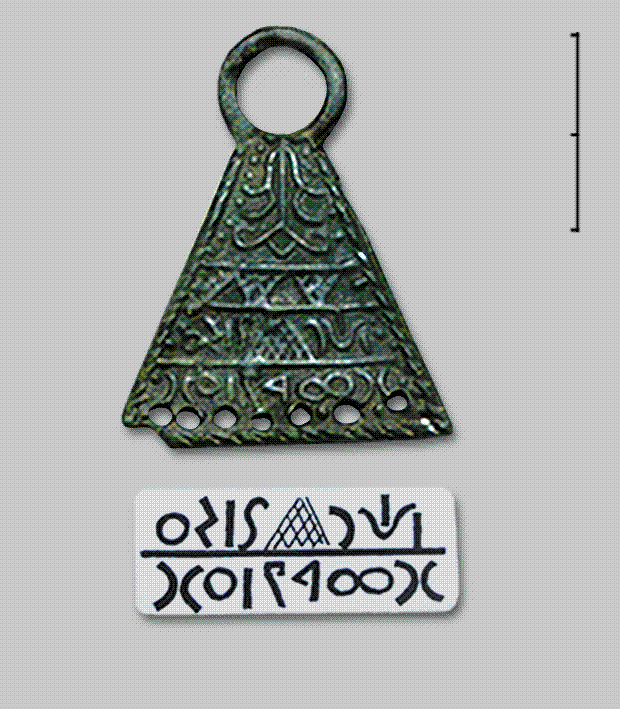
Фрагмент чувашского украшения «ама» с руническими знаками, 1976 год.